# Felix Draeseke
Felix August Bernard Draeseke (Coburg, 7 oktober 1835 – Dresden, 26 februari 1913) was een Duits componist, pianist en musicoloog.

## Biografie
Draeseke stamt uit een bekende predikantenfamilie en was voorbestemd om dit ook te worden. De muziek trok hem echter aan en op 17-jarige leeftijd ging hij compositie studeren aan het conservatorium te Leipzig bij Julius Rietz. Nadat hij een voorstelling van Lohengrin had bijgewoond werd hij Wagneriaan en begon hij aan een opera, König Sigurd. Toen hij 19 jaar was componeerde hij verschillende ouvertures bij toneelstukken van Shakespeare. De studie in Leipzig maakte hij niet af, hij kreeg er geen plezier in.
In 1856 verscheen zijn Eerste Symfonie, die in Coburg werd uitgevoerd. In 1857 leerde hij Franz Liszt kennen en vestigde zich in Dresden. In 1861 ontmoette hij Wagner in Weimar. Draeseke was dolenthousiast, Wagner niet. Hij vond de muziek van Draeseke maar ‘zielig’.
In 1862 werd Draeseke leraar aan het conservatorium van Lausanne en bleef daar actief tot en met 1874.
In 1865 woonde hij de première bij van Tristan und Isolde in München en moest toen reeds een oorspecialist consulteren omdat hij hinderlijk doof werd.
Als componist was hij aanvankelijk een vurig aanhanger van de zogeheten Neudeutsche Schule waartoe ook Franz Liszt wordt gerekend en Richard Wagner, maar zocht later de meer klassieke en contrapuntische laatromantiek op in zijn compositiestijl, waarin hij uiteindelijk een persoonlijke componeertaal vond met een strenge classicistische idioom. Maar omdat hij zich afwendde van de Neudeutsche Schule (mede omdat hij vond dat de verhouding van Wagner met Listz’ dochter Cosima ongepast was) en ook geen aanhanger was van de meer behoudende Brahms-school is hij nooit een ‘beroemd’ componist geworden. Liszt was niet (meer) onder de indruk. Toen hij wat van Draeseke's latere kerkmuziek hoorde, merkte hij zuur op: ‘het lijkt erop dat onze leeuw in een konijn is veranderd!’.
Draeseke werd als componist bekend door zijn driedelig oratorium Christus, geschreven tussen 1870 en 1873. De eerste uitvoering van het stuk in 1912 was een schitterende triomf voor de ijverige componist, maar de enorme lengte van het werk, gecombineerd met het snel uit de mode raken van het genre oratorium in de twintigste eeuw, zorgden ervoor dat het niet meer uitgevoerd werd. Tegenwoordig zal er niemand zijn die er ooit een noot van heeft gehoord. Het wordt nooit meer uitgevoerd.
Zijn voortdurende verergerende doofheid maakte het hem vrijwel onmogelijk persoonlijk voor zijn werken op de bres te staan. Draeseke was zeer ongelukkig door zijn kwaal, door het feit dat zijn composities nergens werden gespeeld en ook door het gebrek aan leerlingen. Hij maakte moeilijke jaren door in Zwitserland.
In 1865 werd Draeseke benoemd tot professor aan het conservatorium te Dresden.
In 1884 werd zijn opera Gudrun voor het eerst in Hannover opgevoerd. Een volgende opera, Herrat, beleefde in 1892 zijn première in Dresden. De opera’s Fischer und Kalif uit 1905 en Merlin uit 1913 werden tijdens zijn leven niet opgevoerd. De opera Bertran de Born over de beroemde Troubadour van het politieke lied uit 1150 is nooit op de planken gekomen.

## Selectie van werken

### Orkestrale werken

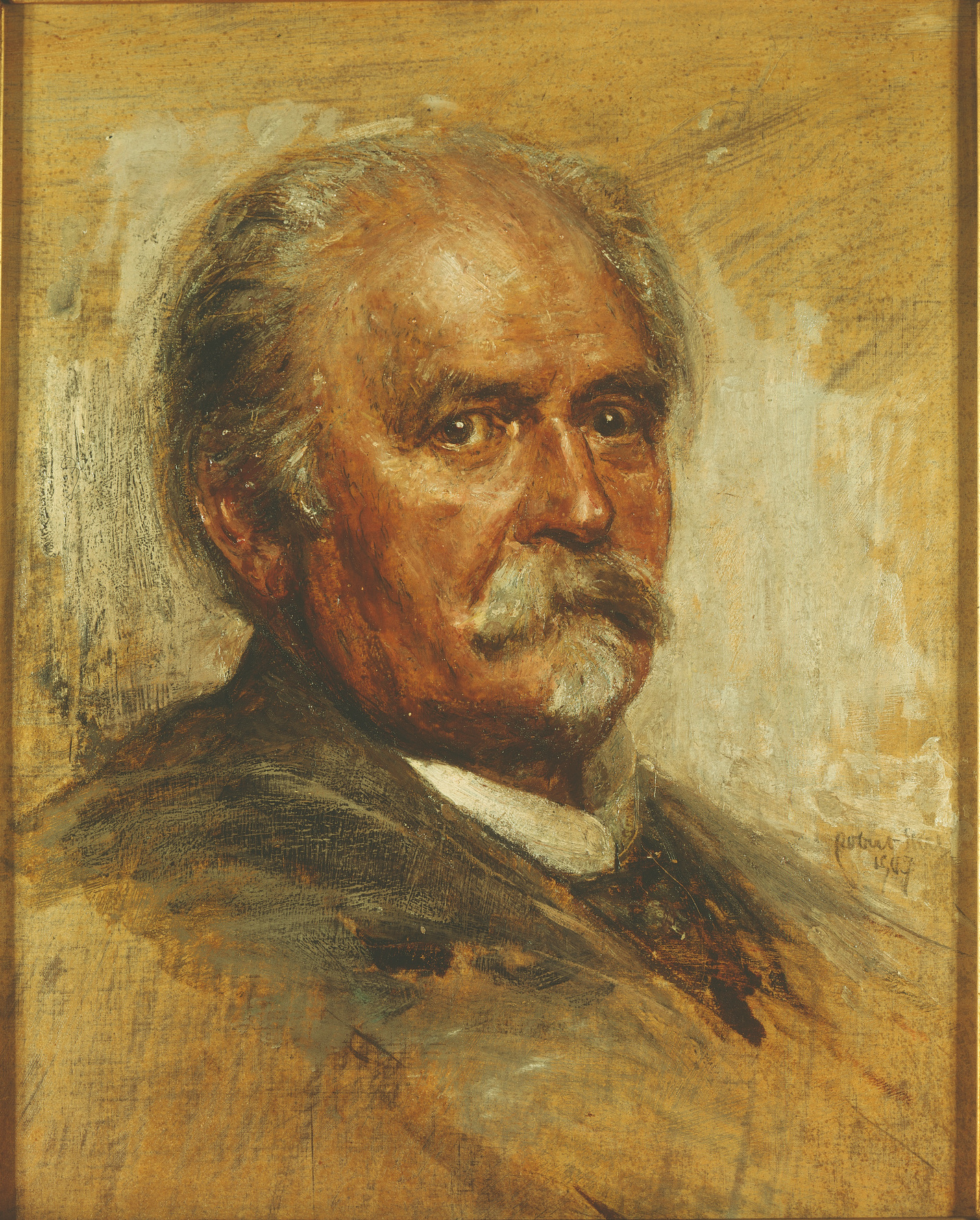
Olieverfschilderij van Felix Draeseke door Robert Sterl

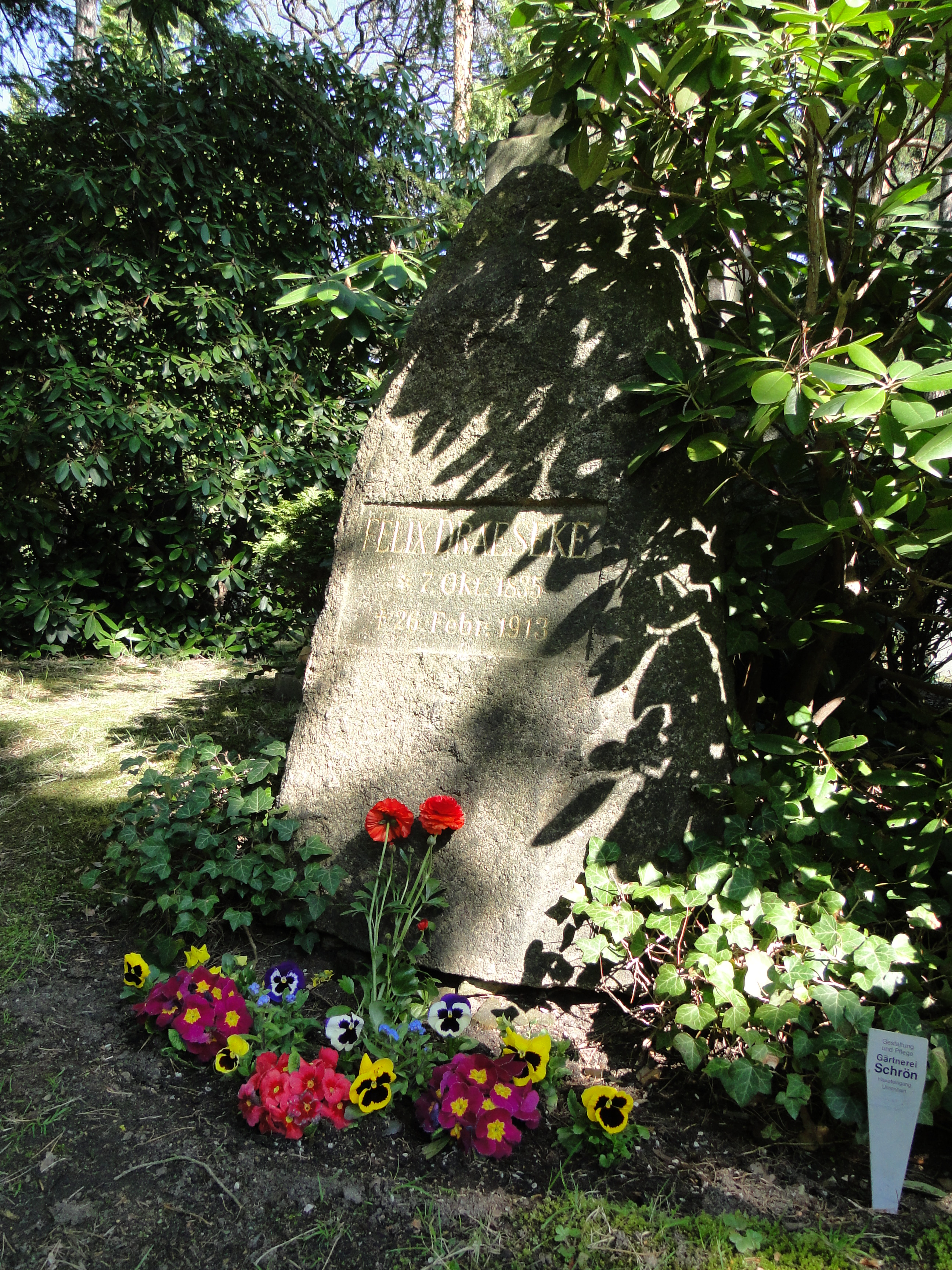
Graf van Felix Draeseke in Dresden

- Symfonie nr. 1 in G majeur, Opus 12 (1872)
- Symfonie nr. 2 in F majeur, Opus 25 (1876)
- Symfonie nr. 3 in c mineur, Opus 40 "Symphonia Tragica" (1885-1886)
- Symfonie nr. 4 in e mineur, WoO 38 "Symphonia Comica" (1912)
- Julius Caesar, symfonisch gedicht (1860, gereviseerd 1865)
- Penthesilea, Symfonische Prelude (naar Heinrich von Kleist), op 50 (1888)
- Jubel-ouvertüre, op. 65 (1898)
- Concert voor Piano en Orkest in Es, op. 36 (1885-1886)
- Symfonisch Andante voor Cello en Orkest in e mineur, WoO 11 (1876)

### Opera's
- König Sigurd - Opera in 3 Aktes naar Emanuel Geibels Sigurd (1853-1857)
- Dietrich von Bern - Opera in 3 Aktes (1877; gereviseerd door Otto zur Nedden, 1925)
- Gudrun - Opera in 3 Aktes (1879-1884)
- Bertram de Born - Opera in 3 Aktes (1892-1894)

### Koor- en vocale muziek (religieuze en wereldlijke)
- Christus. Mysterium in een Prelude en drie oratoria, op. 70-3 (1895-1899)
  - Voorspel: Die Geburt des Herrn, (Prelude: De geboorte van de Heer) op. 70
  - Eerste Oratorium: Christi Weihe (Doop van Christus), op. 71
  - Tweede Oratorium: Christus der Prophet (Christus de Profeet), op. 72
  - Derde oratorium:: Tod und Sieg des Herrn (Dood en overwinning van de Heer), op. 73
- Grote Mis in a, op. 85 (1908-1909)
- Requiem in e (1909-1910)
- Columbus, Cantate voor sopraan, bariton, mannenkoor en orkest, op 52 (1890)

### Kamermuziek
- Strijkkwartet nr. 1 in c, op. 27, (1880)
- Strijkkwartet nr. 2 in e, op. 35, (1886)
- Strijkkwartet nr. 3 in c-sharp, op. 66 (1895)
- Kwintet 'Stelzner-Quintett' voor twee violen, altviool, violotta en cello (1897)
- Kwintet in F voor twee violen, altviool en twee celli, op. 77 (1901)
- Kwintet in Bes voor piano, strijktrio en hoorn, op. 48 (1888)
- Altvioolsonate nr. 1 in c (1892)
- Altvioolsonate nr. 2 in F (1902)
- Klarinetsonate in Bes op. 38 (1887)
- Cellosonate in D, op. 51 (1890)

## Theoretische werken
1876: Anweisung zum kunstgerechten Modulieren
1878: Beseitigung des Tritonus
1903: Der gebundene Styl
1906: Die Konfusion in der Musik (een anti Richard Strauss pamflet)